# Notanthura caeca
Notanthura caeca är en kräftdjursart som först beskrevs av Brian Frederick Kensley 1975.  Notanthura caeca ingår i släktet Notanthura och familjen Anthuridae. Inga underarter finns listade i Catalogue of Life.